# Nam Hán
Nam Hán (giản thể: 南汉; phồn thể: 南漢; bính âm: Nánhàn) là một vương quốc tồn tại từ năm 917 đến năm 971, chủ yếu là trong thời kỳ Ngũ Đại Thập Quốc (907-960), nằm dọc theo bờ biển phía nam Trung Quốc. Vương quốc này mở rộng kinh đô ở Hưng Vương Phủ (興王府), ngày nay là thành phố Quảng Châu. Nam Hán có quan hệ không chỉ với các vương quốc khác của Trung Quốc mà còn với người Việt (越) phương nam.

## Thành lập
Lưu Ẩn (劉隱) được triều đình nhà Đường phong làm tiết độ sứ Thanh Hải quân (Lĩnh Nam Đông đạo) năm 905. Dù nhà Đường sụp đổ hai năm sau đó (907), nhưng Lưu Ẩn không tự phong mình làm vua một vương quốc mới như các vị quan ở phương nam khác đã làm như Tiền Lưu ở Ngô Việt, Dương Hành Mật ở Ngô hoặc Mã Ân ở Sở. Ông được vua nhà Hậu Lương là Chu Ôn phong thêm làm kiểm giáo thái úy kiêm thị trung năm 907. Năm 908 kiêm thêm tiết độ sứ Tĩnh Hải quân và An Nam đô hộ phủ. Năm 909 gia thêm kiểm giáo thái sư, kiêm trung thư lệnh và phong làm Nam Bình vương. Năm 911, đổi thành Nam Hải vương.
Cùng năm này (911) Lưu Ẩn mất, em trai cùng cha khác mẹ là Lưu Nham lên thay. Tới năm 917, Lưu Nham tuyên bố thành lập một vương quốc mới, ban đầu gọi là Đại Việt (大越), nhưng chỉ qua năm sau (918) đổi tên thành Đại Hán (大漢). Vì họ của ông là Lưu (劉) là họ của dòng dõi nhà Hán và ông tự tuyên bố là hậu duệ nhà Hán. Vương quốc này thường được sử Trung Hoa gọi là Nam Hán để phân biệt với nước Bắc Hán của Lưu Sùng (951-979) cũng trong thời Ngũ Đại.

## Phạm vi lãnh thổ
Với kinh đô ở nơi ngày nay là Quảng Châu, lãnh địa của vương quốc này trải dài dọc theo vùng ven biển của các khu vực mà ngày nay là Quảng Đông, Quảng Tây và đảo Hải Nam. Nam Hán đương thời giáp giới với các vương quốc: Mân, Sở và Nam Đường, nước Đại Lý và Tĩnh Hải quân (Đại Việt sau này). Trong một thời gian ngắn (từ khoảng 930-931), Nam Hán từng kiểm soát được vùng Tĩnh Hải quân (Bắc Bộ và Bắc Trung Bộ Việt Nam hiện nay) nhưng không giữ được.
Sau đó Nam Đường lần lượt thôn tính Mân (945) và Sở (951) nên có thêm biên giới chung với Nam Hán.

## Quan hệ với Việt Nam
Việt Nam thời thuộc Đường gọi là An Nam đô hộ phủ rồi Tĩnh Hải quân. Trong thời kỳ nhà Đường còn mạnh, khu vực ngày nay là miền Bắc Việt Nam vẫn là một lãnh thổ ổn định và bền vững của người Việt. Tuy nhiên, khi nhà Đường suy yếu cuối thế kỷ 9 thì khu vực này liên tục bị Nam Chiếu xâm lăng.
Sang thời Ngũ Đại, Nam Hán nhân lúc trung nguyên mải đối phó với Khiết Đan và các nước phía bắc nên tranh thủ mở rộng về phía nam. Sau khi đánh bại quân nước Sở năm 928, ổn định biên giới phía bắc, vua Nam Hán là Lưu Nham mang quân đánh chiếm Tĩnh Hải quân (930).
Dù thời kỳ này lãnh thổ của người Việt vẫn chưa có hệ thống chính trị có tổ chức bài bản, các cuộc xâm lăng của Nam Hán phần lớn bị quân dân nước Việt đánh bại. Năm 931, Dương Đình Nghệ đánh đuổi thứ sử Lý Tiến của Nam Hán và phá tan quân cứu viện, giết tướng Trần Bảo.

Tranh giả đồng tái hiện trận Bạch Đằng 938

Năm 938, con rể Đình Nghệ là Ngô Quyền đánh bại quân Nam Hán tại trận Bạch Đằng và đã tuyên bố thành lập một quốc gia độc lập. Nam Hán từ đó không dám sang đánh Tĩnh Hải quân nữa.

## Sự sụp đổ của Nam Hán
Ngũ Đại kết thúc năm 960 khi nhà Tống được thành lập để thay thế nhà Hậu Chu. Từ thời điểm này, các vua Tống tiếp tục quá trình thống nhất mà các vua nhà Hậu Chu đã tiến hành. Từ thập niên 960 đến 970, nhà Tống tăng cường ảnh hưởng về phía nam.
Năm 971, Tống Thái Tổ sai Phan Mỹ đi đánh và cuối cùng đã buộc vua Nam Hán là Hậu Chủ Lưu Sưởng phải đầu hàng. Nước Nam Hán truyền nối được 4 đời vua, kéo dài 55 năm.

## Các vị vua
| Miếu hiệu 廟號)   | Thụy hiệu 諡號                              | Tên riêng                                     | Thời kỳ trị vì | Niên hiệu 年號) và khoảng thời gian tương ứng                           |
| ----------------- | ------------------------------------------- | --------------------------------------------- | -------------- | ----------------------------------------------------------------------- |
| Cao Tổ (高祖)     | Thiên Hoàng Đại đế (天皇大帝)               | Lưu Nham 劉巖, hay sau 926 là Lưu Nghiễm 劉龑 | 917-941        | Càn Hanh (乾亨) 917-925 Bạch Long (白龍) 925-928 Đại Hữu (大有) 928-941 |
| Không có          | Thương hoàng đế (殤皇帝)                    | Lưu Phần (劉玢)                               | 941-943        | Quang Thiên (光天) 941-943                                              |
| Trung Tông (中宗) | Văn Vũ Quang Minh hoàng đế (文武光明孝皇帝) | Lưu Thịnh (劉晟)                              | 943-958        | Ưng Càn (應乾) 943 Càn Hòa (乾和) 943-958                               |
| Hậu Chủ (後主)    | Không có                                    | Lưu Sưởng (劉鋹)                              | 958-971        | Đại Bảo (大寶) 958-971                                                  |

|                                    |                                    |                                    |                                    |                                    |                                    |  |  | Nam Hán Đại Tổ Lưu Tri Khiêm ?-894 |                                   |                                   |                                   |                                   |                                   |  |  |                                      |                                      |                                      |                                      |                                      |                                      |  |  |  |  |  |  |  |  |  |  |  |  |
|                                    |                                    |                                    |                                    |                                    |                                    |  |  |                                    |                                   |                                   |                                   |                                   |                                   |  |  |                                      |                                      |                                      |                                      |                                      |                                      |  |  |  |  |  |  |  |  |  |  |  |  |
|                                    |                                    |                                    |                                    |                                    |                                    |  |  |                                    |                                   |                                   |                                   |                                   |                                   |  |  |                                      |                                      |                                      |                                      |                                      |                                      |  |  |  |  |  |  |  |  |  |  |  |  |
| Nam Hán Liệt Tổ Lưu Ẩn 873-911     | Nam Hán Liệt Tổ Lưu Ẩn 873-911     | Nam Hán Liệt Tổ Lưu Ẩn 873-911     | Nam Hán Liệt Tổ Lưu Ẩn 873-911     | Nam Hán Liệt Tổ Lưu Ẩn 873-911     | Nam Hán Liệt Tổ Lưu Ẩn 873-911     |  |  | Nam Hán Cao Tổ Lưu Nghiễm 917-941  | Nam Hán Cao Tổ Lưu Nghiễm 917-941 | Nam Hán Cao Tổ Lưu Nghiễm 917-941 | Nam Hán Cao Tổ Lưu Nghiễm 917-941 | Nam Hán Cao Tổ Lưu Nghiễm 917-941 | Nam Hán Cao Tổ Lưu Nghiễm 917-941 |  |  |                                      |                                      |                                      |                                      |                                      |                                      |  |  |  |  |  |  |  |  |  |  |  |  |
| Nam Hán Liệt Tổ Lưu Ẩn 873-911     | Nam Hán Liệt Tổ Lưu Ẩn 873-911     | Nam Hán Liệt Tổ Lưu Ẩn 873-911     | Nam Hán Liệt Tổ Lưu Ẩn 873-911     | Nam Hán Liệt Tổ Lưu Ẩn 873-911     | Nam Hán Liệt Tổ Lưu Ẩn 873-911     |  |  | Nam Hán Cao Tổ Lưu Nghiễm 917-941  | Nam Hán Cao Tổ Lưu Nghiễm 917-941 | Nam Hán Cao Tổ Lưu Nghiễm 917-941 | Nam Hán Cao Tổ Lưu Nghiễm 917-941 | Nam Hán Cao Tổ Lưu Nghiễm 917-941 | Nam Hán Cao Tổ Lưu Nghiễm 917-941 |  |  |                                      |                                      |                                      |                                      |                                      |                                      |  |  |  |  |  |  |  |  |  |  |  |  |
|                                    |                                    |                                    |                                    |                                    |                                    |  |  |                                    |                                   |                                   |                                   |                                   |                                   |  |  |                                      |                                      |                                      |                                      |                                      |                                      |  |  |  |  |  |  |  |  |  |  |  |  |
| Nam Hán Thương Đế Lưu Phần 941-943 | Nam Hán Thương Đế Lưu Phần 941-943 | Nam Hán Thương Đế Lưu Phần 941-943 | Nam Hán Thương Đế Lưu Phần 941-943 | Nam Hán Thương Đế Lưu Phần 941-943 | Nam Hán Thương Đế Lưu Phần 941-943 |  |  |                                    |                                   |                                   |                                   |                                   |                                   |  |  | Nam Hán Trung Tông Lưu Thịnh 943-958 | Nam Hán Trung Tông Lưu Thịnh 943-958 | Nam Hán Trung Tông Lưu Thịnh 943-958 | Nam Hán Trung Tông Lưu Thịnh 943-958 | Nam Hán Trung Tông Lưu Thịnh 943-958 | Nam Hán Trung Tông Lưu Thịnh 943-958 |  |  |  |  |  |  |  |  |  |  |  |  |
| Nam Hán Thương Đế Lưu Phần 941-943 | Nam Hán Thương Đế Lưu Phần 941-943 | Nam Hán Thương Đế Lưu Phần 941-943 | Nam Hán Thương Đế Lưu Phần 941-943 | Nam Hán Thương Đế Lưu Phần 941-943 | Nam Hán Thương Đế Lưu Phần 941-943 |  |  |                                    |                                   |                                   |                                   |                                   |                                   |  |  | Nam Hán Trung Tông Lưu Thịnh 943-958 | Nam Hán Trung Tông Lưu Thịnh 943-958 | Nam Hán Trung Tông Lưu Thịnh 943-958 | Nam Hán Trung Tông Lưu Thịnh 943-958 | Nam Hán Trung Tông Lưu Thịnh 943-958 | Nam Hán Trung Tông Lưu Thịnh 943-958 |  |  |  |  |  |  |  |  |  |  |  |  |
|                                    |                                    |                                    |                                    |                                    |                                    |  |  |                                    |                                   |                                   |                                   |                                   |                                   |  |  | Nam Hán Hậu Chủ Lưu Sưởng 958-971    |                                      |                                      |                                      |                                      |                                      |  |  |  |  |  |  |  |  |  |  |  |  |